# انتخابات محافظة بغداد 2009
أقيمت انتخابات محافظة بغداد لعام 2009 في 31 كانون الثاني/يناير 2009 بالتزامن مع الانتخابات في جميع المحافظات الأخرى خارج إقليم كردستان العراق وكركوك.

## خلفية
تم تخصيص مقعدين في بغداد للأقليات الدينية: واحد للمسيحيين وواحد للصابئة. تنافس أكثر من 3000 مرشح على 57 مقعدًا.

## حملة
قُتِل مرشح عن الحزب الإسلامي العراقي أمام منزله في قضاء العامرية.

## نتائج
اشتكى سكان قضاء الفاضل العرب السنة من خطورة تسجيلهم للتصويت، إذ يقع المكتب في منطقة مجاورة ذات أغلبية شيعية، ويضطرون إلى المرور عبر نقطتي تفتيش. وأفادت التقارير أن العديد من الناخبين في تلك الدائرة مُنعوا من التصويت لعدم تسجيلهم، ولأن نسبة المشاركة كانت أقل من 30%.
قيل إن القائمة الوطنية العراقية، برئاسة رئيس الوزراء السابق إياد علاوي، حظيت بأكبر قدر من الدعم في الفاضل، إلى جانب الحزب الشيوعي العراقي. وقال مسؤول محلي في مجالس الصحوة، وعضو سابق في لواء ثورة العشرين، إنه يعرف مقاتلين سابقين في تنظيم القاعدة في العراق صوتوا للقائمة الوطنية العراقية.
وفي شهر مارس/آذار، أعلن ائتلاف دولة القانون أنه سيتحالف مع جبهة الحوار الوطني العراقية.
| الحزب   | الحزب |
| ------- | ----- |
| المجموع |       |